# Tour du Marboré
Tour du Marboré lub Tour de Gavarnie – szczyt w Pirenejach. Leży na granicy między Francją (departament Pireneje Wysokie) a Hiszpanią (prowincja Huesca, w regionie Aragonia). Należy do podgrupy Ordesa i Monte Perdido w Pirenejach Centralnych.